# Scaphoideus pristiophorus
Scaphoideus pristiophorus  (лат.) — вид цикадок рода Scaphoideus из подсемейства Deltocephalinae (Cicadellidae). Япония (Honshu, Kyushu).

## Описание
Цикадки размером около 5 мм: самцы 4,4—5,0 мм, самки 5,0—5,7 мм. Голова слегка уже пронотума. Основная окраска желтовато-коричневая с темными отметинами (фронтоклипеус палевый с 4 или 5 поперечными черноватыми полосками у переднего края; пронотум коричневый; мезонотум оранжевый в апикальной половине и палевый у основания). Оцеллии расположены на границе между лбом и вертексом. Пронотум в 2,2 раза шире своей длины, и слегка длиннее, чем мезонотум. Стройные, узкие, с довольно сильно закругленно выступающей вперед головой. Переход лица в темя закруглённый, темя узкое. Scaphoideus pristiophorus был впервые описан в 2013 году в ходе ревизии региональной фауны японскими энтомологами Сатоси Камитани (Satoshi Kamitani; Entomological Laboratory, Faculty of Agriculture, Университет Кюсю, Фукуока, Япония) и Масами Хаяси (Masami Hayashi; Department of Biology, Faculty of Education, Saitama University, Сайтама, Япония). Сходен с видами Scaphoideus festivus и Scaphoideus varius Matsumura, отличаясь от них деталями строения гениталий самца.